# Cock and Ball Torture

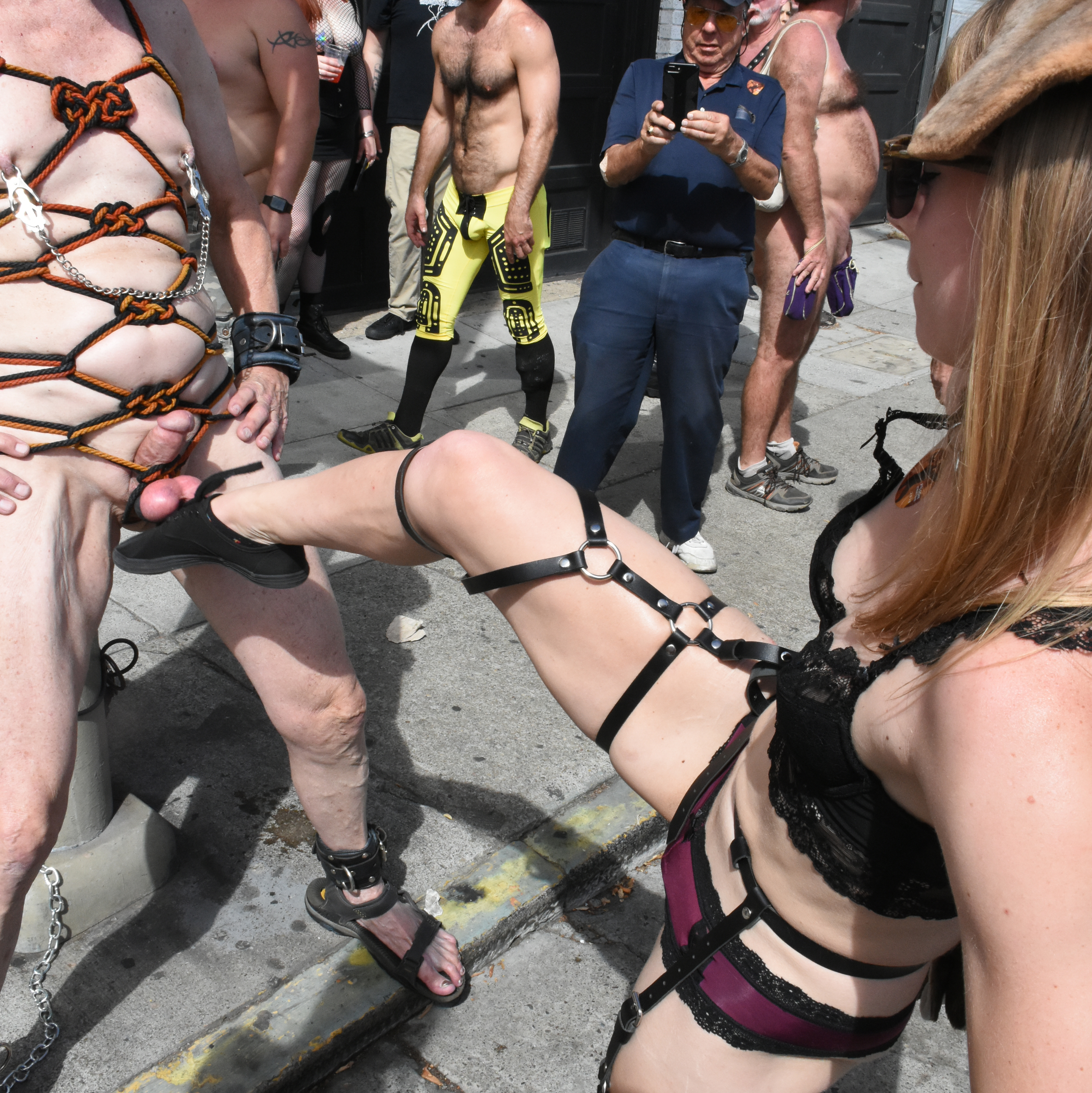
Ein Tritt in die Hoden, in der BDSM-Szene Ballbusting genannt

Unter Cock and Ball Torture (engl. für Penis- und Hodenfolter) oder abgekürzt CBT  versteht man die sexuelle, lustvoll-schmerzliche Stimulation von Penis und Hodensack. Es ist eine einvernehmliche sexuelle Spielart des BDSM und keine Folter im ethischen Sinn.

## Verbreitung
Cock and Ball Torture ist innerhalb der weiblichen Dominanz eine verbreitete Spielart der erotischen Stimulation; in Umfragen gaben 81 % aller befragten submissiven, masochistischen oder devoten Männer an, über praktische Erfahrungen mit CBT zu verfügen. Über die Verwendung im homosexuellen Bereich der BDSM-Szene ließen sich keine Nachweise finden; allerdings ist nach Beschreibungen in der erotischen und fachbezogenen Literatur ein ähnliches Ergebnis zu erwarten.

## Praktiken
Das Spektrum der im CBT-Rahmen ausgeübten Praktiken dient, je nach Vorliebe des Bottom (passiven Partners), dazu, leichtes Unbehagen oder leichten bis starken Schmerz zu verursachen. Grundsätzlich sollte der Top (aktive Partner) über grundlegende anatomische Kenntnisse verfügen und sich der Sensibilität der involvierten Geschlechtsorgane bewusst sein. Unterschieden werden kann grob in Ball Torture, bei der die Hoden bzw. der Hodensack im Mittelpunkt stehen, und Cock Torture, bei der sich der Top vor allem mit dem Penis und den ableitenden Harnwegen befasst. Einige Praktiken lassen sich in beiden Bereichen anwenden.

### Ausführungsvariationen

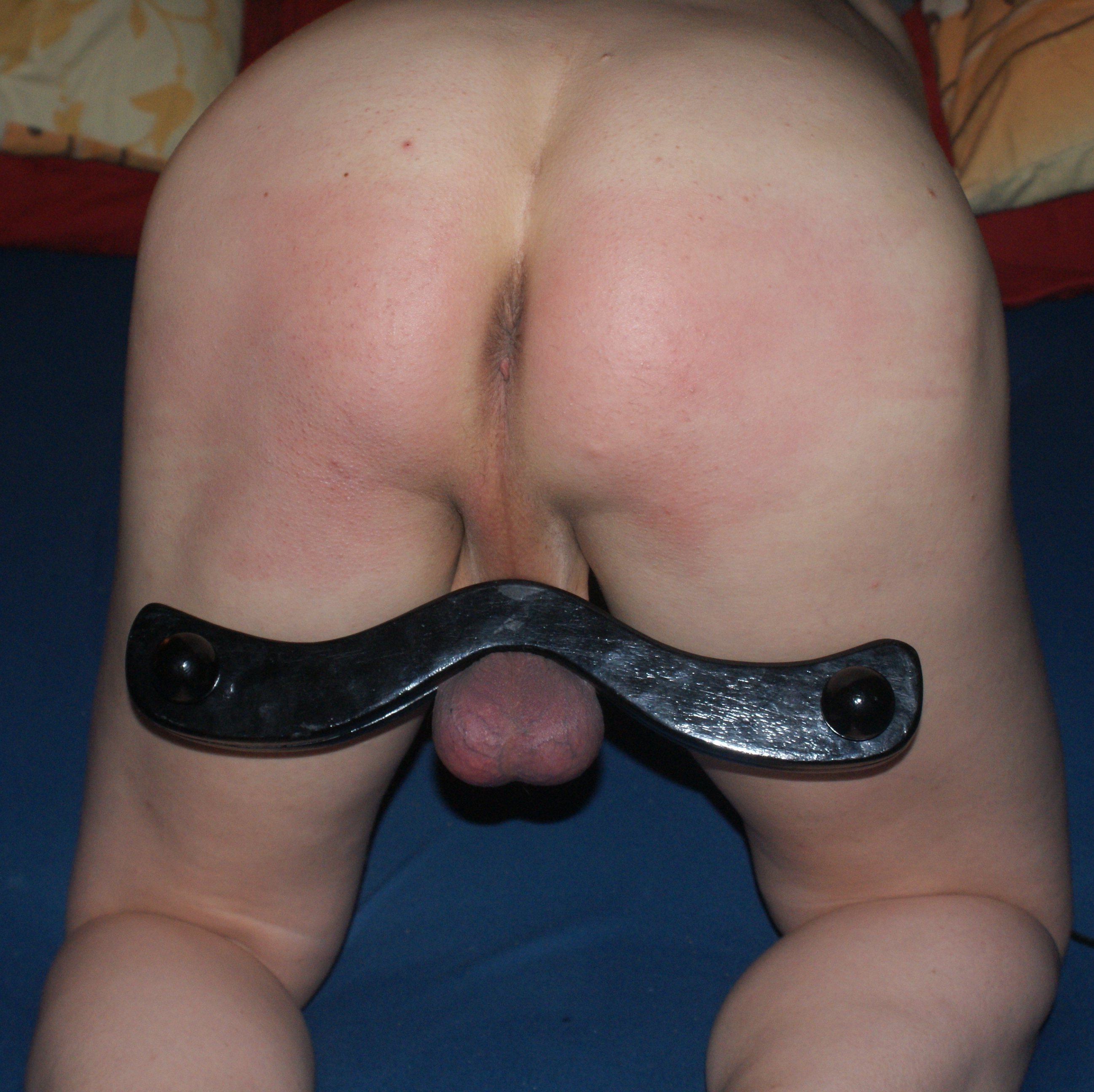
Mann mit Humbler

Im ganzen Bereich können Zwicken, Kratzen, Kerzenwachs, Brennnesseln, Eiswürfel, durchblutungsfördernde Cremes, der Saft von Chilis oder Ingwer (siehe auch Figging) angewandt werden. Erotische Elektrostimulation sowie Abbinden und Mumifikation können ebenfalls die gesamten Genitalien umfassen.
Für den Hoden sind Praktiken beispielsweise das Quetschen, leichtes Schlagen mit der Hand oder Schlagwerkzeugen wie beispielsweise einer Gerte bis hin zum Treten – genannt Ballbusting., das Befestigen von Klammern und/oder Gewichten oder die Anwendung spezieller Gerätschaften, wie beispielsweise Humbler oder Hodenparachute, möglich. Der Humbler besteht aus zwei Hölzern, die durch Schrauben miteinander verbunden werden. In der Mitte ist eine Aussparung, durch die der Hodensack geführt wird. Die Hoden werden durch die Hölzer fixiert. Ein Aufstehen ist damit nicht möglich, wenn der Humbler gut angepasst ist. Der Sub kann sich nur auf allen vieren fortbewegen.
Zu den besonders risikoreichen Praktiken in diesem Bereich gehören Nadelungen, Cutting und Hodensackinfusionen, auch kombiniert mit weiteren Praktiken aus der Klinikerotik und teilweise auch unter Einbeziehung der Harnröhre. Insbesondere erweiternde Methoden mittels Dilatatoren, Kathetern, Prince’s Wand etc. dienen der Harnröhrenstimulation.

## Tamakeri
Tamakeri (wörtl. Eier-Treten) ist ein sexueller Fetisch und ein Genre der Pornografie in Japan. In der Tamakeri-Pornografie tritt eine Darstellerin einem Mann in den Hodensack. Kernzielgruppe für Tamakeri-Videos sind masochistische Männer, die die Vorstellung, in die Hoden getreten zu werden, sexuell stimulierend finden.

## Risiken
Einige Praktiken bergen Risiken wie Verbrennungen durch die unsachgemäße Anwendung von heißem Wachs. Auch Infektionen sind grundsätzlich möglich. Verschiedene CBT-Praktiken können darüber hinaus zu bleibenden Gesundheitsschäden führen, darunter Desensibilisierung bzw. der Gefühlsverlust der Genitalien. Weiterhin kann eine bleibende erektile Dysfunktion durch Verletzung von Nerven oder der Schwellkörper auftreten. Beim Verbiegen oder übermäßiger Belastung des Penis kann es zum Penisbruch kommen. Tritte, Schläge, Quetschen oder falsches oder zu langes Abbinden der Hoden kann zu Bewusstlosigkeit und in schweren Fällen Unfruchtbarkeit führen.